# Paul Egede
Paul Hansen Egede (ur. 9 września 1708, zm. 6 czerwca 1789 w Kopenhadze) – duński teolog, misjonarz na Grenlandii i badacz języka Inuitów.
Egede urodził się na Grenlandii. Był synem duńsko-norweskiego misjonarza Hansa Egede. Asystował ojcu w grenlandzkiej misji, której historię później opublikował. Przetłumaczył na język miejscowy Nowy Testament oraz opracował gramatykę i słownik tego języka. W 1779 został mianowany biskupem Grenlandii, a w 1785 członkiem Królewskiego Norweskiego Towarzystwa Nauk i Literatury.